# ピストイア動物園
ピストイア動物園 (イタリア語: Zoo di Pistoia) は、イタリア、トスカーナ州、ピストイアにある動物園、遊園地である。1970年にオープンし、75,000m2の面積を持つ。哺乳類、爬虫類、鳥類、両生類、無脊椎動物を含むおよそ400種類の動物を飼育しており、UIZA、EAZAに加盟している。